# 후자 (활동가)
후자(중국어: 胡佳, 병음: Hú Jiā, 1973년 7월 25일 ~ )는 중국의 반체제 인사, 인권 운동가, 환경 운동가이다.

## 생애
후자의 부모는 베이징 칭화 대학과 톈진 난카이 대학에 재학 둥이던 1957년에 일어난 반우파 운동 과정에서 "우파 분자"로 몰렸고 허베이성, 간쑤성, 후난성 등에서 노동을 하는 명령을 받게 된다. 후자의 부모는 1978년에 덩샤오핑이 집권할 때까지 따로 사는 것을 강요받았다고 한다.
후자는 1996년에 베이징 경제 학원(현재의 수도 경제 무역 대학)에서 정보 공학을 졸업했으며 대학생들의 봉기를 계기로 티베트 불교 신자가 되었다고 한다. 대학교 재학 시절부터 환경 문제에 관심을 가졌고 여러 환경 단체에서 활동했다. 2000년 7월에는 소설가 왕리슝으로부터 에이즈 활동가였던 완옌하이를 만났다. 이 때부터 후자는 에이즈 환자에 관한 중국 정부의 정책을 강하게 비판하는 한편 완옌하이를 비롯한 여러 정치범들의 석방을 요구하는 활동에 참여했다.
2006년 2월 16일에는 41일 동안 구류 처분을 받았고 베이징에 위치한 자신의 집으로 돌아온 뒤에도 2007년 3월까지 아내와 함께 가택 연금 처분을 받았다. 2007년 5월에는 국가 안보에 위협이 된다는 이유로 다시 가택 연금을 처분을 받았지만 자신의 이메일, 블로그를 이용하여 활동을 계속했다고 한다. 2007년 11월에는 벨기에 브뤼셀에서 열린 유럽 의회의 중국의 인권에 관한 청문회에서 웹캠을 통해 참여했다.
2007년 12월 27일에는 국가 정권 전복 선동죄로 체포되었고 2008년 4월 3일에는 베이징시 중급인민법원으로부터 징역 3년 6개월형을 선고받았다. 2008년 12월에는 유럽 의회에서 수여하는 사하로프상을 수상했다. 2010년 4월 12일에는 후자의 가족들이 후자의 간암 검사와 치료를 위한 가석방을 요구했지만 중국 정부를 이를 거절했다. 2011년 6월에는 형기 만료와 함께 출소하면서 집으로 돌아왔지만 집 주변은 경찰에 둘러싸여 있었기 때문에 사실상 가택 연금 상태에 놓이게 된다.